# James Vanderbilt
Pour les articles homonymes, voir Vanderbilt.
James Platten Vanderbilt (né le 31 octobre 1975) est un cinéaste américain.

## Biographie

### Révélation critique
Né dans une grande famille new-yorkaise, il est le fils d'Alison Campbell Platten et de Alfred Gwynne Vanderblit III, ainsi que le petit-fils de Alfred Gwynne Vanderbilt II.
Sa carrière de scénariste est lancée en 2003 avec la sortie de trois films issus de ses scénarios. Il est en effet l'auteur du script du film d'horreur Nuits de terreur, réalisé par Jonathan Liebesman ; il a également co-écrit l'histoire de la comédie d'action Bienvenue dans la jungle, deuxième long-métrage de l'acteur Peter Berg, conçu pour lancer la star de catch Dwayne Johnson. Enfin, il est derrière l'histoire particulièrement retorse du thriller d'action Basic dernière réalisation du maître du cinéma d'action, John McTiernan, qu'il produit également.
Insatisfait de la mise à l'écran de certains de ses scripts, il demande un contrôle sur son prochain projet. Fasciné par la mythologie autour du tueur du Zodiaque, qu'il a découvert en 1986 en lisant le Zodiac de Robert Graysmith, il rédige le script de Zodiac, qui parvient à David Fincher. Ce dernier demande à Vanderbilt de retravailler le scénario, après des recherches supplémentaires. Ensemble, ils vont mener de multiples interrogatoires et replonger dans les rapports de police. Le nouveau script est proposé au studio MGM, qui demande cependant que le film ne dépasse pas 2h15. Paramount et Warner acceptent finalement de partager les frais et de produire un film de 3 heures. Le long-métrage, sorti en mars 2007, est acclamé par la critique.

### Blockbusters
En 2010, sort la comédie d'action The Losers, dont il a co-écrit le script avec Peter Berg. Le film, réalisé par Sylvain White, rembourse à peine son budget et divise la critique. Le scénariste fait donc le choix de se concentrer sur des projets plus rémunérateurs par la suite.
L'année 2012 est marquée par la sortie de deux reboots/remakes : The Amazing Spider-Man, de Marc Webb, dont il signe l'histoire originale et le premier script. Le film, produit par Sony, revient aux origines du personnage, pour lancer une nouvelle franchise. Suit Total Recall : Mémoires programmées, de Len Wiseman, pour lequel il a fait quelques retouches au scénario de Mark Bomback.
En 2013, il continue à revisiter les cinéastes des années 1980 en signant et  co-produisant le script du film d'action de Roland Emmerich, White House Down, clair hommage au Piège de cristal de John McTiernan. Il planche alors déjà sur la première version du scénario de The Amazing Spider-Man : Le Destin d'un héros, qui sera ensuite confié à d'autres scénaristes. Le blockbuster sort en 2014, recevant des mauvaises critiques et un box-office national très décevant, conduisant à l'arrêt de la trilogie et à un nouveau reboot, cette fois avec les studios Disney.
Le scénariste travaille alors sur son premier film en tant que scénariste, producteur et réalisateur. En 2015 sort le drame historique et politique Truth : Le Prix de la vérité, mené par Cate Blanchett et Robert Redford. Si cet essai est apprécié par la critique, il floppe au box-office. Il n'a pas plus de chance avec le thriller Prémonitions, suite cachée au Sev7en de David Fincher, pour lequel il a fait des retouches au scénario. Le film, réalisé par Afonso Poyart, passe inaperçu.
Il se concentre donc sur une autre suite de succès des années 1990. Après avoir participé à l'écriture de Independence Day: Resurgence, sorti durant l'été 2016 et marquant sa seconde collaboration avec Roland Emmerich, il planche sur un troisième opus.

## Filmographie

### Scénariste
- 2003 : Nuits de terreur (Darkness Falls) de Jonathan Liebesman
- 2003 : Basic de John McTiernan
- 2003 : Bienvenue dans la jungle (The Rundown) de Peter Berg
- 2007 : Zodiac de David Fincher
- 2009 : X-Men Origins: Wolverine de Gavin Hood
- 2010 : The Losers de Sylvain White
- 2012 : The Amazing Spider-Man de Marc Webb
- 2012 : Total Recall : Mémoires programmées (Total Recall) de Len Wiseman
- 2013 : White House Down de Roland Emmerich
- 2014 : The Amazing Spider-Man : Le Destin d'un héros (The Amazing Spider-Man 2) de Marc Webb
- 2015 : Prémonitions (Solace) d'Afonso Poyart
- 2015 : Truth : Le Prix de la vérité (Truth) de lui-même
- 2019 : Murder Mystery de Kyle Newacheck
- 2022 : Scream de Tyler Gillett et Matt Bettinelli-Olpin
- 2023 : Scream 6 de Tyler Gillett et Matt Bettinelli-Olpin
- 2023 : Murder Mystery 2 de Jeremy Garelick
- 2025 : Fountain of Youth de Guy Ritchie
- 2025 : Nuremberg de lui-même
- 2026 : Scream 7 de Kevin Williamson (histoire)

### Réalisateur
- 2015 : Truth : Le Prix de la vérité (Truth)
- 2025 : Nuremberg

### Producteur / producteur délégué
Cinéma
- 2018 : La Prophétie de l'horloge (The House with a Clock in Its Walls) d'Eli Roth
- 2019 : Murder Mystery de Kyle Newacheck
- 2019 : Wedding Nightmare (Ready or Not) de Tyler Gillett et Matt Bettinelli-Olpin
- 2022 : Ambulance de Michael Bay
- 2023 : Murder Mystery 2 de Jeremy Garelick
- 2024 : Abigail de Tyler Gillett et Matt Bettinelli-Olpin
- 2025 : Fountain of Youth de Guy Ritchie
- 2025 : Nuremberg de lui-même
- 2026 : Scream 7 de Kevin Williamson
- 2026 : Ready or Not 2: Here I Come de Tyler Gillett et Matt Bettinelli-Olpin

Télévision
- 2023 : The Night Agent (producteur exécutif)